# Gesta (geslacht)
Gesta is een geslacht van vlinders van de familie dikkopjes (Hesperiidae), uit de onderfamilie Pyrginae.

## Soorten
- G. austerus (Schaus, 1902)
- G. gesta (Herrich-Schäffer, 1863)
- G. heteropterus (Plötz, 1884)
- G. inga Evans, 1953